# Igualada

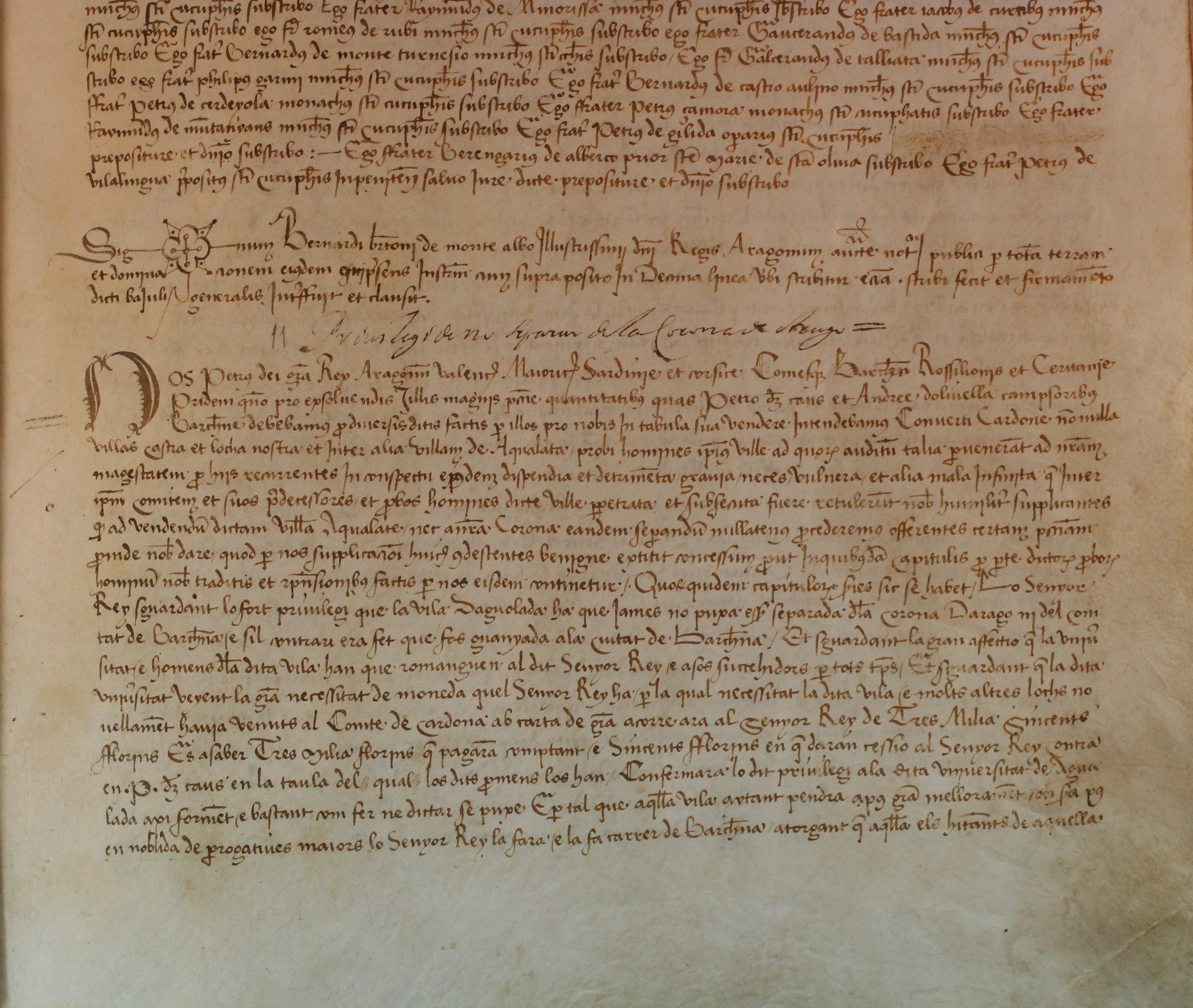
Livro de mordomias da vila de Igualada

Igualada é um município da Espanha, na província de Barcelona, parte da comunidade autónoma da Catalunha. Capital da comarca de Anoia, a sua principal actividade é a indústria (têxtil, papel e de peles). O município, situado a 60km de Barcelona, tem 8,12 km² de área e em 2021 tinha 40 875 habitantes (densidade: 5 033,9 hab./km²).

## História
Inicialmente era um pequeno núcleo de população resenhado em 1003, no que se faz referência a uma igreja dedicada a Santa María, relacionada com o mosteiro de Sant Cugat del Vallès. Igualada ficou circunscrita entre os limites do domínio feudal de Òdena e os senhorios de Montbui e Claramunt, atravessada pelo antigo caminho de Barcelona a Lérida.As primeiras muralhas que se conhecem datam, provavelmente, do século XII, as quais se ampliaram no século XIV com a intenção de incluir as construções do sol poente, o Raval de Capdevila. Uma terceira expansão das muralhas levou-se a cabo no século XV, com 36 torres e 10 portas. Estas muralhas permaneceram até o século XVIII.
Para finais do século XVIII, edificam-se os bairros de "San Agustín" e da "Soledad" (fora das muralhas). E neste mesmo século constroem-se as novas curtiduras.
Em 1925, Igualada amplia o seu termo municipal comprando os terrenos a Òdena, o que lhe permitiu uma expansão posterior. A imigração peninsular, durante o franquismo, provocou a criação de novos bairros operários, como o de "Fátima", "Santo Cristo" e "Montserrat".
Em 1984, aprovou-se o Plano Especial de Melhora Urbana “Les Comes”, que propiciou uma área residencial na zona norte da cidade, se aprovando, em 1988, a sua ampliação. Nos últimos anos, a cidade também tem crescido em direcção oeste com a construção das urbanizações residenciais de Sant Jaume Sesoliveres e o Pla de la Massa.
Em 7 de novembro de 2004, teve lugar em Igualada a primeira cerimónia de imposição de nome civil ou baptismo civil de Espanha.

## Lugares de interesse

### Núcleo antigo

#### Igreja de Santa Maria
A igreja de Santa Maria, conhecida também como Igreja Grande, é o conjunto histórico-artístico mais importante da capital do Anoia. O edifício actual data, basicamente, do século XVII. Os elementos que configuram a igreja são o resultado das diferentes etapas de construção e, por tanto, respondem a diversos estilos arquitectónicos. A planta de Santa Maria é de uma única nave e está flanqueada, em ambos lados, por doze capitulas. O campanário foi construído no século XVI.
Notável órgão de 1759 construído por Antoni Bosca e restaurado em 1914 por Miquel Bertran sobreviveu à guerra civil sendo o único elemento da igreja que não foi destruído. A cada ano celebra-se o festival internacional de órgão de Igualada. Também actualmente nele se dão classes, sendo uma das poucas localidades catalãs onde se dão estudos de órgão.

#### Asilo do Santo Cristo
O asilo do Santo Cristo está situado no Pla de San Agustín, uma das áreas de expansão urbana, situada ao oeste do núcleo antigo de Igualada. Ocupa um lote inteiro, entre as ruas de Milà i Fontanals, Prat de la Riba e Sor Rita Mercader.

#### Museu da Pele de Igualada e Comarcal da Anoia

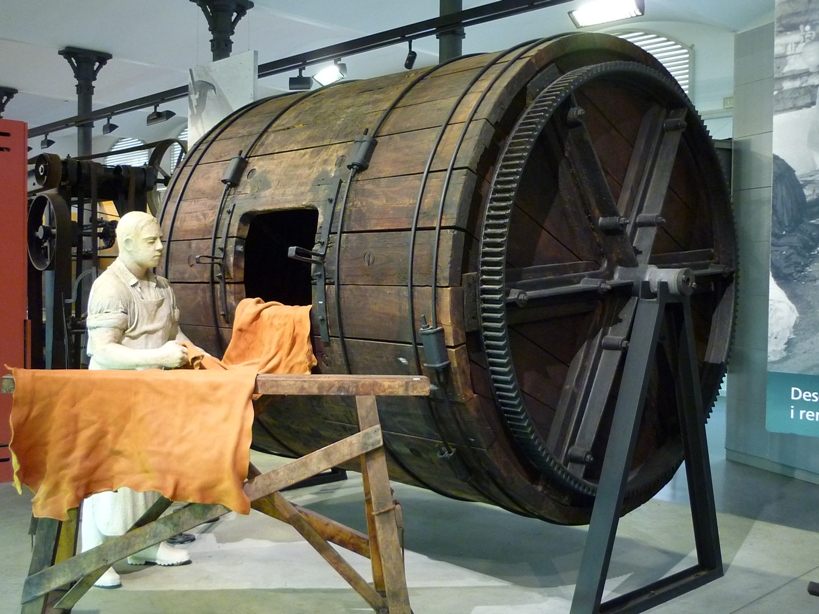
Barril para curtição de peles, Museu da Pele de Igualada

O Museu da Pele de Igualada e Comarcal da Anoia fundado no ano 1954 é o primeiro em sua especialidade da Península Ibérica e um dos três primeiros existentes na Europa. As colecções estão repartidas em dois edifícios de Igualada: a fábrica de "Cal Boyer" e a antiga curtiduria de "Cal Granotes". Desde o ano 1996 é uma secção do Museu da Ciência e da Técnica de Catalunha. O museu foi criado pelo Centro de Estudos Comarcales de Igualada, entidade fundada no ano 1947.
"Cal Boyer" é uma antiga fábrica têxtil algodoneira de finais do século XIX. Conserva duas naves e uma lareira, com colunas de ferro colado no térreo e celosias de madeira na superior. Neste edifício pode-se visitar o Museu da Pele, onde dois âmbitos configuram um percurso pelo mundo do couro: a pele na história, a produção, o uso e significado cultural da pele na civilização mediterrânea, e um universo de pele que nos acerca à diversidade de seus usos. Também se pode visitar a secção O homem e o água que dá uma visão de diferentes aspectos do mundo da água relacionados com a nossa sociedade.
"Cal Granotes" é uma das curtidurias mais antigas de Europa. Foi construída no século XVIII e conserva as duas plantas típicas de uma curtiduria: a ribeira e a planta superior para tender. Actualmente mostra o antigo sistema de curtir vegetalmente as peles usado dantes da industrialização.

### A nova Igualada

#### Passeio Verdaguer
Com uns 1,5 quilómetros de comprimento pode presumir de ser o passeio recto mais longo de Espanha. Este passeio, formado por uma calçada central para os peóes, é de estilo clássico, flanqueado por uma linha de árvores (Plátanos) à cada lado, que formam um formoso "túnel". Esta é a principal arteria da cidade, além de ser o lugar de passeio da imensa parte da cidadania. Ao longo do passeio podemos encontrar diferentes casas e torres com elementos modernistas de princípios de século XX.

#### Cemitério Novo e Parque do Cemitério Novo
Obra dos arquitectos Enric Miralles e Carme Pinós, o majestuoso parque-cemitério de Igualada é uma obra de arte encravada na profundidade da montanha. Assim lho reconheceram, mediante vários prêmios de arquitectura. O arquitecto Miralles morreu no ano 2000, e por expresso desejo seu, foi enterrado neste cemitério. Os nichos inclinados, os túneis de betão, as pedras e a erva da montanha, junto a bancos, escadas e árvores formam um conjunto espectacular para um lugar no que se respira paz e tranquilidade.

#### Museu Railhome BCN
O museu Railhome BCN é um centro de lazer e cultura ferroviária combinadas num espaço a mais de 500 m² que nasce em 2014 com o repto de ser um referente em modelismo ferroviário em Espanha e com a vontade de ser um organismo vivo.

## Tradições e festas
- Janeiro: a Cabalgata de Reis Magos de Igualada, com referências a seu início em 1895, é a mais antiga de Catalunha e uma das mais antigas do mundo depois da de Cabalgata de Reis Magos de Alcoy. Caracteriza-se pela espectacular desfilada da comitiva, no dia 5 de janeiro pela tarde, formada pelas carroças dos três Reis Magos, o paje Faruk[4] e mais de 800 pajes, cuidadosamente vestidos, que usam escadas de madeira para subir aos balcones dos domicílios e repartem os presentes por toda a cidade, os entregando directamente aos meninos e meninas.
- Janeiro: os Três Tombs de Igualada são os "Três Tombs" (três voltas) mais antigos de Catalunha que se realizam ininterruptamente desde 1822.[5] O elemento principal é o cavalo como animal de arraste, pelo que consiste num incessante desfile de carroças e carrozas que exemplificam a importância que têm as celebrações de San Antonio Abad em Catalunha. A transcendência histórica dos arrieros da comarca de Anoia converteram-no numa festa muito especial, declarada festa de interesse turístico no ano 1981.[6] Destaca a importância do Antigo Grémio de Traginers de Igualada e a diligência Igualada-Barcelona.
- Março/Abril: a Festa do Santo Cristo de Igualada celebra-se na terça-feira de Pascóa. Comemora o milagre que teve lugar a 20 de abril de 1590 quando o Santo Cristo de Igualada suou sangue. Estão documentadas as declarações de várias testemunhas dessa época. Actualmente realiza-se um oficio litúrgico com presença do bispo de Vich e uma tradicional procissão religiosa.
- Março/Abril/Maio: o Festival Internacional de Órgão de Igualada é um festival musical que se celebra nos meses de março, abril e maio na basílica de Santa María de Igualada.[7] Diversos organistas internacionais e locais permitem desfrutar da sonoridade do órgão que desde 1758 preside a igreja. O director artístico do festival é o igualadino Joan Paradell, organista titular da Basílica de Santa María a Maior de Roma.
- Abril: La Mostra – Fira de teatre infantil i juvenil é a feira catalã de referência em teatro e artes escénicas para todos os públicos, e se celebra em Igualada a cada mês de abril desde 1990.[8] O objectivo da Mostra é a difusão das melhores produções catalãs de teatro infantil e juvenil para prover a programação dos municípios do território de fala catalã. A Mostra dedica também atenção a uma selecção do melhor teatro infantil e juvenil do resto de Espanha e outros âmbitos europeus. Desde 1995 está organizada pela fundação Xarxa. A edição de 2012 reuniu mais de 60 companhias, mais de uma centena de representações e 26 000 espectadores entre público geral e programadores.
- Maio: Aerosport [es] é uma feira de aeronáutica desportiva e corporativa que se celebra anualmente desde 1993 no Aeródromo de Igualada-Ódena [es]. É a única feira de Espanha dedicada integralmente à aviação geral e desportiva.[9]
- Julho: o European Balloon Festival [es] é a concentração de balões aerostáticos mais importante de Espanha[10] e do sul de Europa,[11] e celebra-se em Igualada a cada ano durante o mês de julho desde 1997.
- Agosto: a Festa Maior de Igualada celebra-se no final de agosto em honra de San Bartolomé, padrão da cidade. Entre as numerosas actividades figuram teatro infantil e juvenil, visitas a edifícios singulares de Igualada, apresentação do Salero e o Saleret da cidade, homenagem aos Bartolomés da cidade, leitura do pregão dos pequenos e dos maiores, tronada, pasacalle do santo, café da manhã com faca e tenedor, correfocs, jogos de bolos catalães, sardanas, exibição castellera com os Moixiganguers de Igualada e collas convidadas, festa popular das cinco praças, habaneras e um piromusical [es] final.
- Setembro: a Feira de Setembro de Igualada celebra-se desde 1954 e está organizada por Feira de Igualada.[12] Em sua origem era uma feira agrícola e ganadeira de âmbito comarcal e posteriormente passou a ser multi-sectorial. Entre as tradições que se mantêm há a proclamação da "Pubilla" da Feira e suas damas de honra, a homenagem ao casal de avôs mais longeva da comarca, a oferenda de frutos do campo e o pasacalle com os casais de meninos e meninas "hereus" e "pubilles".

## Demografia
| Variação demográfica do município entre 1991 e 2004 | Variação demográfica do município entre 1991 e 2004 | Variação demográfica do município entre 1991 e 2004 | Variação demográfica do município entre 1991 e 2004 |
| --------------------------------------------------- | --------------------------------------------------- | --------------------------------------------------- | --------------------------------------------------- |
| 1991                                                | 1996                                                | 2001                                                | 2004                                                |
| 31855                                               | 32512                                               | 33049                                               | 35195                                               |

## Vias de comunicação
Actualmente, a via mais comum para chegar a Igualada é a autovía A-2, a seu passo entre Lérida e Barcelona.
Existem outras estradas importantes que passam por Igualada, como a antiga N-II, a antiga comarcal C-241 (agora convertida a C-37 para Manresa e que segue se denominando C-241 para Montblanch), a antiga comarcal C-244 (agora denominada C-15) e a comarcal C-1412 que une Igualada com Tremp passando por Calaf e Ponts.
Igualada é a estação terminal da linha R6 da linha Llobregat-Anoia [es] de es.

## Meios de comunicação
| - Ràdio Igualada - Anoiadiari.cat |  | - La Veu de l'Anoia - L'Enllaç dels Anoiencs |  | - Canal Taronja Anoia - Infoanoia.cat |